# علی عثمان رنکلیبی
علی عثمان رنکلیبی (انگلیسی: Ali Osman Renklibay؛ زادهٔ ۲۴ اکتبر ۱۹۴۸) بازیکن فوتبال اهل ترکیه است.
از باشگاه‌هایی که در آن بازی کرده‌است می‌توان به باشگاه فوتبال آدانااسپور و باشگاه فوتبال آنکاراگوچو اشاره کرد.
وی همچنین در تیم ملی فوتبال زیر ۲۱ سال ترکیه بازی کرده‌است.